# Tony Bridge
Roy Anthony „Tony” Bridge (ur. 4 lutego 1921 w Kingston, zm. 13 grudnia 2000 tamże) – jamajski strzelec, olimpijczyk startujący w barwach Federacji Indii Zachodnich (1960) i Jamajki (1964). 
Razem z Keithem De Casseresem byli jedynymi strzelcami z Federacji Indii Zachodnich na igrzyskach w Rzymie i, jak się później okazało, w historii – był to bowiem jedyny w historii start tej reprezentacji na igrzyskach olimpijskich. Bridge wystartował w konkurencji pistoletu dowolnego z 50 metrów, w której jednak odpadł w kwalifikacjach. Do finału awansowało 54 strzelców, a Bridge zajął w kwalifikacjach 60. pozycję, ex aequo z dwoma zawodnikami.
Bridge wystąpił też cztery lata później w Tokio (wystartował w tej samej konkurencji), jednak po rozwiązaniu Federacji Indii Zachodnich nie mógł wystartować ponownie w jej barwach, dlatego reprezentował kraj w którym się urodził, czyli Jamajkę.
Był jedynym reprezentantem Jamajki. W Tokio nie rozgrywano kwalifikacji, więc Bridge wystąpił od razu w zmaganiach finałowych. Jamajczyk zajął jednak przedostatnie, 51. miejsce, wyprzedzając jedynie Nosratollaha Momtahena – reprezentanta Iranu.
Tony Bridge przez długi czas pozostawał jedynym strzelcem z Jamajki, który wziął udział w igrzyskach olimpijskich. 40 lat po jego występie na igrzyskach zaprezentowała się Dawn Marie Kobayashi – druga i jak na razie ostatnia z reprezentantów Jamajki w strzelectwie na igrzyskach olimpijskich.

## Wyniki olimpijskie
| Igrzyska | Konkurencja            | Wynik                                                            | Miejsce     | Źródło |
| -------- | ---------------------- | ---------------------------------------------------------------- | ----------- | ------ |
| IO 1960  | Pistolet dowolny, 50 m | Kwalifikacje (nie awansował do finału) 319 punktów (78-82-80-79) | 60T (na 67) | [ 2 ]  |
| IO 1964  | Pistolet dowolny, 50 m | 492 punkty (83-83-78-88-81-79)                                   | 51 (na 52)  | [ 4 ]  |